# 소나갈질지
소나갈질지(蘇那曷叱智)는 기원전 1세기경 왜국에 사신으로 간 가야의 관리이다. 더 구체적인 설화가 기록된 도노아아라사등과 같은 인물로 보기도 한다.
《일본서기》에 그는 천황에게 받은 비단 100필을 가지고 가야로 돌아오던 중에 신라인에게 탈취당해, 가야와 신라 두 나라 사이에 원한 관계가 생기게 되었다는 글이 남겨져 있다.